# Шишак Валерій Казімірович
Вале́рій Казімі́рович Шиша́к (нар. 12 грудня 1960, с. Плахо-Петрівка, Білокуракинський район, Луганська область, Українська РСР — пом. 28 червня 2018, смт Південне, Торецька міська рада, Донецька область, Україна) — український військовик, молодший лейтенант Збройних сил України, учасник російсько-української війни, позивний «Поляк».

## Життєпис
Народився 1960 року в селі Плахо-Петрівка на Луганщині. Закінчив середню школу.
Проходив військову службу в Збройних Силах СРСР та України, брав участь у кількох збройних конфліктах, зокрема, у війні в Афганістані.
Мешкав у місті Сєвєродонецьк. В 2000-х керував Приватним підприємством «Сістем Бест Секьюріті» у Лисичанську. Тривалий час працював адміністратором в ресторані, згодом — у кредитній спілці. Вийшов на пенсію.
Під час російської збройної агресії проти України у 2014 році вступив на службу в батальйон МВС «Луганськ-1». 16 березня 2016 року підписав контракт на військову службу в Збройних силах України, пройшов офіцерські курси. Воював біля Станиці Луганської, Кримського, Попасної, в районі Торецька — Горлівки.
Молодший лейтенант, командир 1-го взводу 3-ї роти 1-го механізованого батальйону 24-ї окремої механізованої бригади, в/ч А0998, м. Яворів.
28 червня 2018 року о 8:30 противник відкрив вогонь з мінометів, АГС та великокаліберних кулеметів по смт Південне, на північний схід від окупованої Горлівки. Командир роти Королівської бригади Олег Лотоцький, підрозділ якого боронив цей населений пункт, швидко оцінив ситуацію та організував бій. Під прикриттям вогню впритул до містечка наблизилась диверсійно-розвідувальна група бойовиків. Резервна група 24 ОМБр, під керівництвом молодшого лейтенанта Шишака вступила у бій, в ході якого він дістав смертельне поранення кулею снайпера. Намагаючись евакуювати пораненого командира кульове поранення дістав старший солдат Андрій Волос, який помер дорогою до шпиталю.
Похований 1 липня на кладовищі Сєвєродонецька.
Залишилися дружина та дорослі діти, — син і донька.

## Нагороди
- Указом Президента України № 316/2018 від 11 жовтня 2018 року, за особисту мужність і самовіддані дії, виявлені у захисті державного суверенітету та територіальної цілісності України, нагороджений орденом Богдана Хмельницького III ступеня (посмертно)[6].

## Вшанування
- У фоє Сєвєродонецької міської ради розміщено стенд зі світлинами загиблих під час проведення АТО сєвєродончан, серед яких Валерій Шишак[7].
- У 2019 році, за ініціативи Спілки поляків України «Bez granic», була організована міжнародна пересувна виставка-дослідження «Разом пліч-о-пліч», один зі стендів якої присвячений Валерію Шишаку[8].